# Frank Newton
Frank Newton (Emory, 4 gennaio 1906 – New York, 11 marzo 1954) è stato un trombettista jazz statunitense.
William Frank Newton iniziò la sua carriera professionale (anni venti e trenta del 1900) in molte formazioni condotte da famosi bandleader come Chick Webb, Andy Kirk, Lucky Millinder, Sam Wooding,
Charlie Barnet, "Fess" Johnson, e molti altri suonando anche nei club newyorkesi con Art Tatum, James P. Johnson, Sid Catlett ed il clarinettista Edmond Hall.
Egli accompagnò, musicalmente, cantanti leggendarie di blues come Bessie Smith, Maxine Sullivan e Billie Holiday (per cui suonò la tromba in Fine and Mellow).
Tra il marzo del 1937 e l'agosto del 1939 registrò sotto il suo nome per la Victor Records, la Vocalion Records e la Blue Note Records.
Particolarmente abile nell'uso della sordina, Newton è considerato un trombettista dallo stile più moderno rispetto ad altri trombettisti suoi contemporanei.